# Cabdill pitgrís
El cabdill pitgrís (Hemitriccus diops) és un ocell de la família dels tirànids (Tyrannidae).

## Hàbitat i distribució
Habita boscos i bambú de les terres baixes del sud-est del Brasil i est de Paraguai.